# Balkan (tỉnh)
Balkan (tiếng Turkmen: Balkan welaýaty, tiếng Ba Tư:  بلخان Balkhān) là một tỉnh của Turkmenistan. Tỉnh này nằm ở phía tây của quốc gia này, giáp ranh với các tỉnh Qaraqalpaqstan, Xorazm, Buxoro, Qashqadaryo, Surxondaryo của Uzbekistan, tỉnh Mangistau của Kazakhstan, biển Caspi, và các tỉnh Golestan, Bắc Khordasan của Iran. Tỉnh lị của nó là Balkanabat. Tỉnh có diện tích 139.270 km² và dân số ước tính năm 2005 là 553.500 người.